# 嘉魯萊
嘉魯萊.雅格達德（排灣族：Karolai Gadegade），或名為該（Kai）或卡基基奇（Kajikichi），是台灣排灣族瑪家鄉一帶傳說中的守護神，原為北葉部落頭目，在蛇王打算吞噬太陽產下的蛋時挺身與其對抗、成功守護住了蛋，並且從中孵出了瑪家部落的頭目。

## 身世
嘉魯萊來自穆利部落（muri，位於北葉部落附近）的雅格達德領袖家族（gadjegadje），傳說他是一名「上天所生者」（pualjak na cemas），擁有常人所沒有的能力。

## 傳說

### 危機
在排灣族Vuculj體系部落的傳說中，太古時期，太陽為了賜予排灣族人一個統治他們的頭目，所以在瑪家部落(今屏東縣瑪家鄉)的一個陶壺壺中產下一顆能夠生出頭目的蛋，但事情被同樣想統治排灣族的百步蛇王知道後，他便在埋伏在陶壺旁邊、吞噬太陽產下的蛋，許多族人為了保護蛋而前去跟牠對抗，但都失敗了，害怕太陽最後不再生蛋的族人最後找上同為部落領袖的嘉魯萊，請求他來幫忙處理百步蛇王的問題，嘉魯萊也答應了。

### 談判
嘉魯萊帶著兩個家族的勇士，前往去跟百步蛇王談判，雖然在面對蛇王時，其他人因為蛇王帶著的百步蛇群而害怕的逃掉，他卻沒有因此畏懼，並且成功說服百步蛇王離開部落、沿著隘寮溪前往涼山瀑布，途中他還找來一位女性跟百步蛇王結婚，並且在現今北葉消防局的位置舉辦盛大的婚禮。

### 驅離
抵達涼山瀑布後，眾人發現瀑布的湖上飄著斗笠，但在百步蛇王眼裡，看到的卻是一棟漂亮的房子，並且和妻子一起走入「屋」中，而在進入屋中的那一瞬間，斗笠突然連帶著牠一起沉入水中，後來就再也沒有人見過百步蛇王了，太陽的孩子也順利從蛋中出生，建立了巴布仁安家族（Vavulengan，瑪家部落的頭目家族），太陽感激地宣布嘉魯萊一路上所經之處和休息的地方都是屬於他的，嘉魯萊也被族人尊為守護神。

### 其他版本
除了北葉部落之外，瑪家部落（Makazayazaya）和上白鷺部落（Pailjus）的神話中也有他或類似他殺死巨蛇的情節，但細節上有些許不同。

## 其他

### 後代
嘉魯萊的直系後代因為其住在其原本的居所雅格達德家屋內有太多禁忌和問題，所以另外蓋了一間家屋居住，取名為巴格達外（Pakedjavai，現今北葉部落王家），成為現今的巴格達外家，也同時繼承穆利頭目的地位。

### 禁忌與傳統
當初驅離百步蛇的涼山瀑布，成為了雅格達德家族和巴布仁安家族的禁地，而因為在為蛇王舉辦婚禮時，蛇王和新娘在婚禮上盪鞦韆，所以部落傳統上也只有瑪家及北葉頭目家族（嘉魯萊後代子孫）可以在婚禮上盪鞦韆。